# Er valt een traan op de tompoes
"Er valt een traan op de tompoes" is een toneelstuk van Annie M.G. Schmidt uit 1980
Personages:
- Sofie:	Moeder van Lennie, echtgenote van Ben. Ze pusht Ben om naar het ziekenhuis te gaan, om zich te laten behandelen bij dokter Landstra. Ze praat veel.
- Ben: Man van Sofie, vader van Lennie. Is dodelijk ziek. Heeft de hoop op genezing bij dokter Landstra opgegeven. Denkt na over euthanasie en maakt hiervoor plannen.
- Lennie: Dochter van Sofie en Ben. Getrouwd met Tim. Sinds haar vader is vreemdgegaan en Lennie hem betrapt heeft, is de relatie met haar vader verslechterd. Zij kiest nu eerder de kant van moeder. Ze is makkelijk beïnvloedbaar en denkt steeds aan hoe een ander (haar moeder) het zou vinden.
- Tim: schoonzoon en echtgenoot van Lennie. Klusser. Maakt nergens problemen van. Je moet doen wat je wilt. Als Bennie weg wil, dan moet hij weggaan. Hij houdt niet van geheimen, maar vertelt niet alles, als hij weet dat anderen hier niet mee om kunnen gaan. Weet van de (ex)relatie tussen Ben en Heleen.
- Heleen: Vriendin van Ben. Collega van Tim. De vrouw die steeds naast de boot greep. Houdt van Ben, heeft met hem een stiekeme relatie gehad, maar Ben koos voor Sofie. Heleen bleef op Ben wachten. Na een aantal jaar van geen contact, zijn ze nu 'vrienden'. Heleen wil aan de wensen van Ben voldoen en hem helpen om euthanasie te plegen. Ze gelooft ook niet in genezing.

## Plot
Tim is een bar aan het bouwen in de keuken van Sofie en Ben. Ben ligt in het ziekenhuis. Plots komt Ben thuis, hij is gevlucht uit het ziekenhuis en wil niet meer terug. Sofie verzorgt Ben, maar wil liever dat hij teruggaat. Als Sofie het huis uit is, laat Ben Heleen langskomen. Lennie en Tim zijn nog wel thuis, vooral Lennie schrikt van de komst van Heleen (dacht dat de relatie verbroken was). Heleen spreekt met Ben over huisje in Bergen aan zee en de pillen, die ze verkregen via haar broer die arts is. Sofie komt thuis. Lennie houdt moeder aan de praat en probeert haar het huis uit te werken zodat ze Heleen niet ontmoet. Sofie krijgt argwaan en ontmoet Heleen. Sofie en Ben krijgen ruzie. Ben vertelt ertussenuit te willen, naar het huisje van Heleen. Protest van Sofie. Heleen komt Ben halen. Met goedkeuring van Tim gaan ze ervandoor. 
Sofie ziet dat Ben zijn medicijnen is vergeten. Die komen ze zo wel halen, denkt ze. Tim stelt Lennie op de hoogte van de euthanasiewens van Ben en dat Ben de daad bij zijn woord aan het voegen is in het huisje van Heleen. 
De volgende dag gaat de bel. Heleen komt binnen met een brief voor Sofie. Sofie snapt eerst niet waar het over gaat. Langzaam dringt het tot haar door dat Ben zelfmoord heeft gepleegd. Ze beschuldigt Heleen van moord. Zij heeft Ben vermoord. Ben komt binnen. Hij kon het niet. Ben is naar de broer van Heleen gegaan, maar Heleen was hier niet meer. Ben en Heleens broer (arts) hebben lang gesproken. Ben gaat zich weer laten behandelen, maar niet bij dokter Landstra, maar een andere arts met een nieuwe methode. Heleen huilt, deze nieuwe methode werkt niet. Vreugde bij Sofie en Lennie, samen lachen ze omdat Heleen haar zin niet heeft gekregen. Zeer binnenkort zal Ben weer in het ziekenhuis liggen.